# Monkey Bay

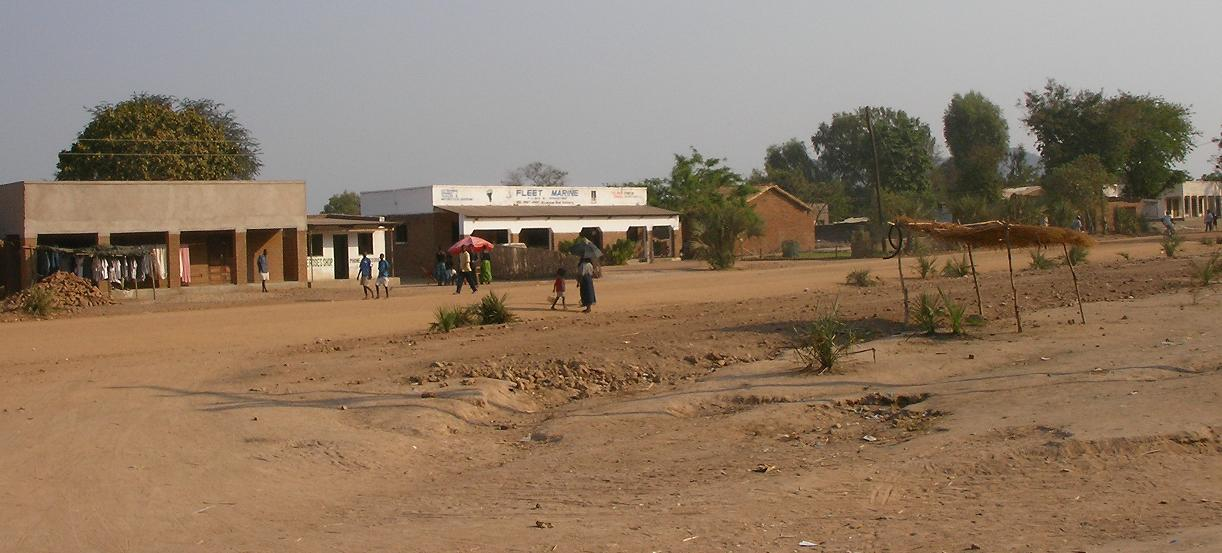
Główna droga Monkey Bay

Monkey Bay (Lusumbwe) – miasto znajdujące się w dystrykcie Mangochi, w południowej części Malawi. Leży na brzegu jeziora Malawi i jest jednym z jego głównych portów.
Populacja ludności w Monkey Bay szacowana w roku 2018 wynosiła blisko 15 tys. osób.